# Iranium
Iranium ist ein Dokumentarfilm aus dem Jahre 2011. Regisseur ist Alex Traiman. Geschrieben und vertrieben wurde der Film von der pro-Israel-Organisation Clarion Fund.
Der Film zeigt Ausschnitte von iranischen Politikern und Interviews von 25 Politikern, Dissidenten und Forschern über das iranische Atomprogramm. Er beginnt mit der Islamischen Revolution und zeigt die Entwicklung des iranischen Atomprogramms sowie die Entwicklung iranischer Massenvernichtungswaffen auf. Der Film bespricht iranische Außenpolitik und die Beziehungen der Islamischen Republik Iran zu den USA, inklusive der Geiselnahme von Teheran, der Islamischen Revolution und der Machtübernahme durch Ruhollah Khomeini. Der Film verurteilt die brutale Vorgehensweise des iranischen Regimes gegenüber ihren Bürgern und betont, dass die Iraner der internationalen Gemeinschaft wieder beitreten wollen.
Die Macher des Films sind auch bekannt geworden durch die Filme: Obsession: Radical Islam’s War Against the West und The Third Jihad: Radical Islam’s Vision for America. Durch den Film führt die bekannte iranische Schauspielerin Shohreh Aghdashloo.
Vorschauvorführungen wurden gehalten bei dem Hudson Institute und der Heritage Foundation. Der Film wurde Uraufgeführt in ausgesuchten Kinos am 8. Februar 2011.

## Teilnehmer
Nennenswerte Teilnehmer im Film waren:
- Shelley Berkley
- Jon Kyl
- Eliot Engel
- R. James Woolsey, Jr.
- Clifford May
- Amir-Abbas Fakhravar
- Claire Lopez
- Frank Gaffney
- John Bolton
- Dore Gold
- Bernard Lewis
- Ken Timmerman
- Rabbi Arnold E. Resnicoff

## Kontroverse
Am 8. Februar 2011 wurde der Film vom iranischen Außenministerium in einer Pressekonferenz in Teheran verurteilt. Die Folge davon war, dass die Library and Archives of Canada (LAC) sich weigerten, den Film vorzuführen. Aber die kanadische Regierung befahl der LAC, den Film doch zu zeigen.
Der Film wurde danach aufgeführt bei den Library and Archives of Canada in Ottawa.
Die Vancouver Sun schrieb danach über den Film: „Es wäre verführerisch, den Film als rechte Fantasie abzustempeln, wenn die iranische Regierung nicht so viel getan hätte, um eine Veröffentlichung zu verhindern.“

## Kritik
Der Film wurde vom PBS kritisiert, da er angeblich nicht richtig ist und nur Interviewpartner von neokonservativen Denkfabriken aus Washington hernehme. Außerdem würde der Film außer Acht lassen, dass das iranische Regime mehr am Überleben interessiert sei, als an der Atombombe und das der Mossad berichtet habe, die Iraner würden noch weit zurückliegen beim Bau der Atombombe.
Genauso wurde der Film von der Iranian Student Alliance in America (ISAA) verurteilt, da er Ängste schüren und zum Krieg aufrufen würde.